# Rim
| Rim |
| --- |
| Illustration från A Book of Nursery Rhymes ('bok med barnramsor') från 1901, författad av Clara E. Atwood. - Betydelse – rytmisk upprepning av likljudande ordled - Exempel – elefant—konsonant, bal—pedal - Användning – i ramsor, poesi och andra texter - Varianter – dubbelrim, inrim, slutrim, allitteration |

Rim (sannolikt av franska rime; från rytm eller ett germanskt ord) innebär upprepning av ett eller flera ljud i flera ord, som ligger nära varandra eller som textrytmen skapar ett sammanhang mellan. Rim kan tjäna som välljud eller ljudmålning, accentuera nyckelord i texten eller göra det som sägs lättare att komma ihåg. Det är ett stilmedel framför allt i verskonsten, men även bland annat i prosa – som i de svenska landskapslagarna eller andra äldre lagformler – och i slagord, reklamfraser.

## Varianter
Den form av rim man numera brukar avse i dagligt tal är slutrimmet, där sista ordet i två versrader i följd eller nära varandra slutar likadant från en accentuerad vokal och bakåt. Exempel: bal–pedal, sorg–Göteborg, elefant–konsonant. Fiskare rimmar dock inte på slaktare, eftersom ljudgruppen som upprepas är obetonad, men kan räknas som en halvassonans.
Motsatsen stavrimmet innebär att man radar upp ord som börjar likadant, exempelvis "Sju sjösjuka sjömän", är idag mer känt som allitteration. Det dominerade bland annat i fornnordisk, fornengelsk, fornhögtysk, och fornirisk vers, men är även känt från sanskrit.

### Efter egenskaper
Dock är det fler av rimmens egenskaper som man kan dela in dem efter. Några exempel: 
- Längd: 
  - Manligt rim – ett enstavigt rim, till exempel man—kan och distans—assonans. Ett par av rimmande versrader sägs ha manligt rim om den sista (rimmande) stavelsen är betonad. När rimmönster skrivs ut används gemener för att beteckna manligt rim.
  - Kvinnligt rim – ett tvåstavigt slutrim, till exempel kvinna—finna eller skoter—kanoter. Ord i kvinnliga rimpar har alltså betoning på näst sista stavelsen. Att rimtypen benämns kvinnlig kommer av förhållandena i franskan, där nästan alla ord som kan användas för sådana rim har feminint genus.
  - Löpande rim – ett rim på tre eller flera stavelser, till exempel löpande—köpande.
  - Dubbelrim – ett rim där två ord i en sats rimmar på varandra. Som till exempel: Fåglarna sjöng mycket bra, Jag kände igen stycket, ja. Även Svara på och Vara så är en enklare form, men ändå dubbelrim. Det är många som anser att det låter mycket mer rytmiskt om det är fler rim, därför används det ofta, även om de bara är enkla, eller sista ordet samma som raden innan (inte riktigt dubbelrim). Detsamma gäller trippelrim där det är tre ord. Mindre vanligt, men ändå förekommande, är hela meningar som rimmar med en annan.

- Typ: 
  - Assonans
  - Fullrim – rimmar från en fullständigt överensstämmande ljudlikhet från en betonad vokal och ordet eller versen ut[2].

- Placering:
  - Inrim (se assonans)
  - Slutrim – rim som återfinns i slutet av raden[2]

Gemensamt för dem alla är att ljudlikheten har en sammanbindande effekt, i synnerhet vid recitation; rimmet för versraderna samman till en högre enhet genom ett musikaliskt välljud.